# Hippopotamyrus aelsbroecki
Hippopotamyrus aelsbroecki es una especie de pez elefante eléctrico perteneciente al género Hippopotamyrus en la familia Mormyridae presente en varias cuencas hidrográficas de África, y más específicamente en aquellas de la provincia de Shaba, en la cuenca inferior del Congo. Es nativa de la República Democrática del Congo; y puede alcanzar un tamaño aproximado de 8,6 cm.

## Estado de conservación
Respecto al estado de conservación, se puede indicar que de acuerdo a la IUCN, esta especie puede catalogarse en la categoría «Datos insuficientes (DD)».